# Splachnum adolphi-friederici
Splachnum adolphi-friederici là một loài rêu trong họ Splachnaceae. Loài này được Broth. mô tả khoa học đầu tiên năm 1910.